# Бобровицький цукровий завод
Бобровицький цукровий завод — підприємство харчової промисловості у місті Бобровиця Бобровицького району, Чернігівської області.

## Історія
Лінія Курсько-Київської залізниці сприяла залученню Козелецького повіту  в економіку країни.
У 1897 року поміщик П. П. Катеринич за участю кількох пайовиків побудував тут цукровий завод, який був повністю введений в дію в 1900 році і виробляв за сезон більше 800 пудів цукру.
Після початку Першої світової війни 2 серпня 1914 року було введено заборону на виробництво і продаж спиртних напоїв і становище заводу ускладнилося у зв'язку зі скороченням закупівель цукру для виробництва спирту, а також через мобілізацію частини працівників і селян  в діючу армію (це призвело до скорочення посівів цукрових буряків, які служили сировиною для виробництва цукру).
Під час громадянської війни завод не функціонував, але після закінчення бойових дій був націоналізований радянськими окупантами, переданий у відання головного управління цукрової промисловості «Головцукор» Народний комісаріат харчової промисловості СРСР, наркомату харчової промисловості, відновлено  та відновив роботу.  При заводі була створена бібліотека, що налічувала понад 3 тис. книг (в основному, технічної літератури).
Для забезпечення потреб заводу в цукрових буряках у 1921 році на базі поміщицької економії було створено бурякорадгосп ім.  Дзержинського.
У 1927 році завод виробляв 59 тонн цукру на добу.
У ході бойових дій Другої світової війни і окупації території СРСР військами Третього рейху та його союзників німецької окупації підприємство було зруйновано, але відповідно до четвертої п'ятирічки четвертим було відновлено.
У 1952 році відновлення заводу було повністю завершено, а після завершення оновлення обладнання та реконструкції в 1959 році переробна потужність підприємства була збільшена до 700 тонн цукрових буряків на добу.
У 1971 році завод переробляв до 1100 тонн цукрових буряків на добу і виробив 15 тис. тонн цукру-піску.
Загалом, у радянські часи завод входив до числа провідних підприємств міста.
Після проголошення незалежності України завод перейшов у відання Державного комітету харчової промисловості України.
У липні 1995 року Кабінет міністрів України включив завод до переліку підприємств, що підлягають приватизації протягом 1995 року. Надалі, державне підприємство було перетворено на відкрите акціонерне товариство.